# 代奇·陶马什
代奇·陶马什（匈牙利語：Decsi Tamás，1982年10月15日—），匈牙利男子击剑运动员。他曾代表匈牙利参加2008年、2016年和2020年夏季奥林匹克运动会击剑比赛，其中2020年奥运会获得一枚铜牌。